# Cadwallader D. Colden

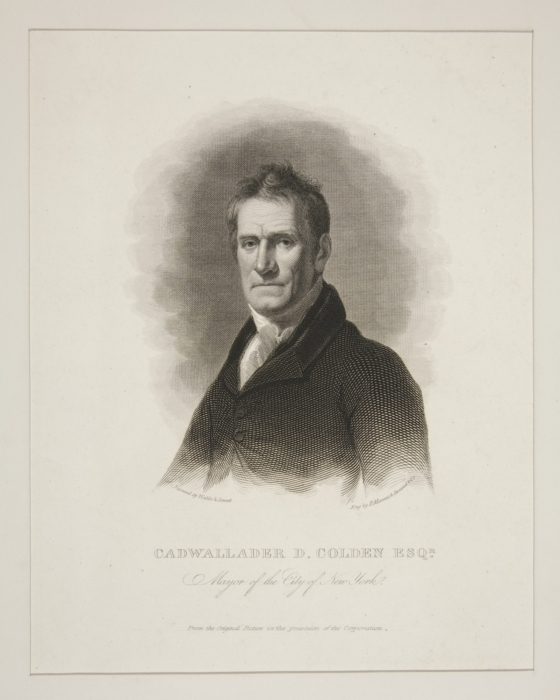
Cadwallader D. Colden (Yale University Art Gallery)

Cadwallader David Colden (* 4. April 1769 in Springhill, Provinz New York; † 7. Februar 1834 in Jersey City, New Jersey) war ein US-amerikanischer Jurist, Offizier und Politiker. Zwischen 1821 und 1823 vertrat er den Bundesstaat New York im US-Repräsentantenhaus.

## Werdegang
Cadwallader D. Colden war der Enkel von Cadwallader Colden. Er erhielt Privatunterricht und studierte anschließend klassische Altertumswissenschaften, zuerst in Jamaica (New York) und dann in London (Großbritannien). 1785 kehrte er in die Vereinigten Staaten zurück, wo er Jura studierte. Nach seiner Zulassung als Anwalt 1791 begann er in New York City zu praktizieren. Zwei Jahre später zog er nach Poughkeepsie und 1796 zurück nach New York City. Colden wurde in den Jahren 1798 und 1810 zum Bezirksstaatsanwalt (district attorney) ernannt. Als aktiver Freimaurer war er zwischen 1801 und 1805 sowie zwischen 1810 und 1819 der Erste Aufseher (Senior Grand Warden) der Großloge von New York. Während des Krieges von 1812 diente er als Colonel der Volunteers.

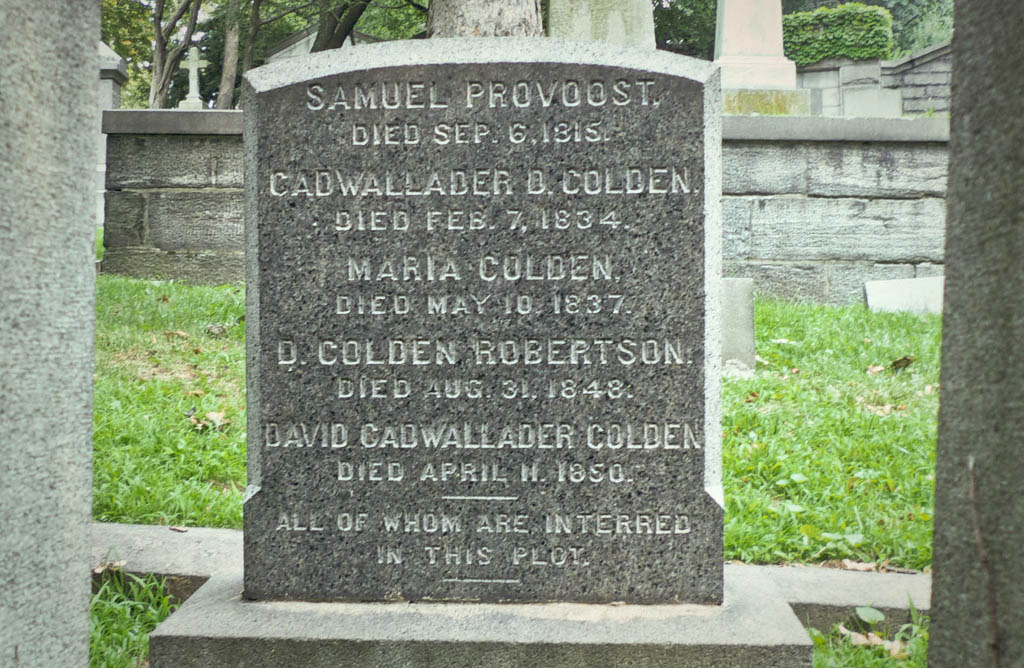
Coldens Grab in New York City

Colden der gehörte Föderalistischen Partei an. Er saß 1818 in der New York State Assembly und war bis zu seinem Rücktritt 1821 als Nachfolger von Jacob Radcliff Bürgermeister von New York City. Bei den Kongresswahlen des Jahres 1820 wurde Peter Sharpe im ersten Wahlbezirk von New York in das US-Repräsentantenhaus in Washington, D.C. gewählt, wo er am 4. März 1821 die Nachfolge von James Guyon junior und Silas Wood antrat, welche zuvor zusammen den ersten Distrikt im US-Repräsentantenhaus vertraten. Allerdings konnte Colden am 12. Dezember 1821 dessen Wahl auf wegen einer nicht ordnungsgemäßen Anmeldung erfolgreich anfechten. Da er im Jahr 1822 auf seine Kandidatur verzichtete, schied er nach dem 3. März 1823 aus dem Kongress aus. Colden saß zwischen 1824 und 1827 im Senat von New York, wo er eine führende Rolle beim Bau des Eriekanals einnahm. Danach zog er nach Jersey City und widmete sich dort vorwiegend dem Bau des Morriskanals. Er verstarb dort am 7. Februar 1834 und wurde auf dem Trinity Church Cemetery in New York City beigesetzt.

## Memoiren
Als Befürworter eines nationalen Kanalsystems wurde Colden 1825 während der letzten Bauetappe des Eriekanals vom Gemeinderat von New York City beauftragt, sein Werk „Memoir, Prepared at the Request of a Committee of the Common Council of the City of New York, and Presented to the Mayor of the City, at the Celebration of the Completion of the New York Canals.“ zu schreiben. Das Werk und sein Anhang enthalten lithografische Darstellungen des Kanalbaus und die Höhenpunkte der „Grand Canal Celebration“.